# Lee Ze-ha
Lee Ze-ha es un escritor, poeta y pintor surcoreano.

## Biografía
Lee Ze-ha nació en 1937 en Miryang, provincia de Gyeongsang del Sur, Corea del Sur. Estudió Bellas Artes y Escultura en la Universidad Hongik, y se sumergió en las obras de William Faulkner y Albert Camus, mientras exploraba el expresionismo y el surrealismo. Ha enseñado Escritura Creativa en la Universidad Myongji. Debutó en la literatura con la publicación de "La mano" en 1961.

## Obra
El método literario de Lee Ze-ha ha sido descrito como "realismo fantástico": más que ceñirse al principio de coherencia o consistencia, como lo haría una novela realista, sus obras de ficción crean complejos conglomerados al juntar hilos de pensamiento en conflicto. Este método está basado en su creencia de que los modos tradicionales de contar historia expresan ciertas realidades, pero evitan que otras salgan a la superficie. Para Lee Ze-ha, la mezcla de fantasía y realidad no solo refleja el estado confuso del mundo y las contradicciones inherentes a la naturaleza humana, sino que ofrece una forma de salir de este punto muerto.
"Un viajero no descansa ni siquiera en el camino" (Nageune neun gil eseodo swiji anneunda) le sirvió para ganar el Premio Literario Yi Sang en 1985. Lee Ze-ha también ha incursionado en otros géneros artísticos. Ha escrito guiones de películas, compuesto bandas sonoras y exhibido sus propias obras de arte.

## Obras en coreano (lista parcial)
Ficción
- Un boceto en carboncillo (Moktan dessaeng)
- Una cierta celebración (Eoneu chukhahoe)
- El ciego abre sus ojos (Sogyeong nun tteuda)
- Tren, barco de vapor, mar, cielo (Gicha, giseon, bada, haneul)
- Una fotografía del fallecido (Goinui sajin)
- Dieta de verduras (Chosik)
- Dragón (Yong)
- En búsqueda de los caballos (Mareul chajaseo)
- Una corta biografía de Yuja (Yuja yakjeon)
- Un viajero no descansa ni siquiera en el camino (Nageune neun gil eseodo swiji anneunda)

Poesía
- Sintiendo la luz de la lámpara en esa oscuridad (Jeo eodum sok deungbit deureul neukki deusi, 1982)

Novelas
- Historia de un pintor loco (Gwanghwasa, 1986)
- Una chica llamada Yuja (Sonyeo Yuja)
- Una boda bajo el aguanieve (Jinun kkaebi gyeolhon, 1990)

## Premios
- Premio Literio Yi Sang en 1985 (por "Un viajero no descansa ni siquiera en el camino")